# Geleitzug PQ 16

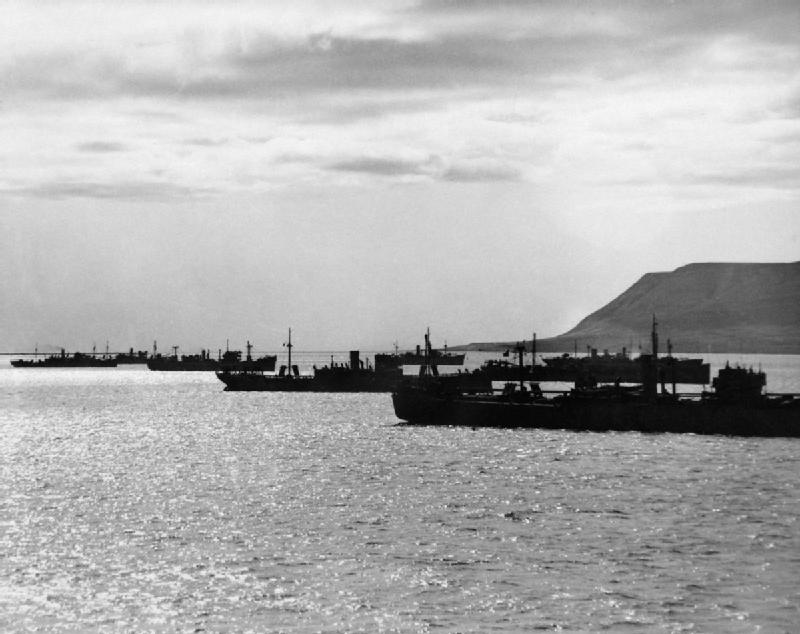
Der PQ 16 sammelt sich im Hvalfjörður vor Reykjavík

Der Geleitzug PQ 16 war ein alliierter Nordmeergeleitzug, der im Mai 1942 vom isländischen Reykjavík kriegswichtige Güter in das sowjetische Murmansk und Archangelsk brachte. Durch deutsche U-Boot- und Luftangriffe verloren die Alliierten sieben Schiffe mit insgesamt 43.205 BRT und 32.400 t Ladung, darunter 147 Panzer, 77 Flugzeuge und 770 Kraftfahrzeuge.

## Zusammensetzung und Sicherung

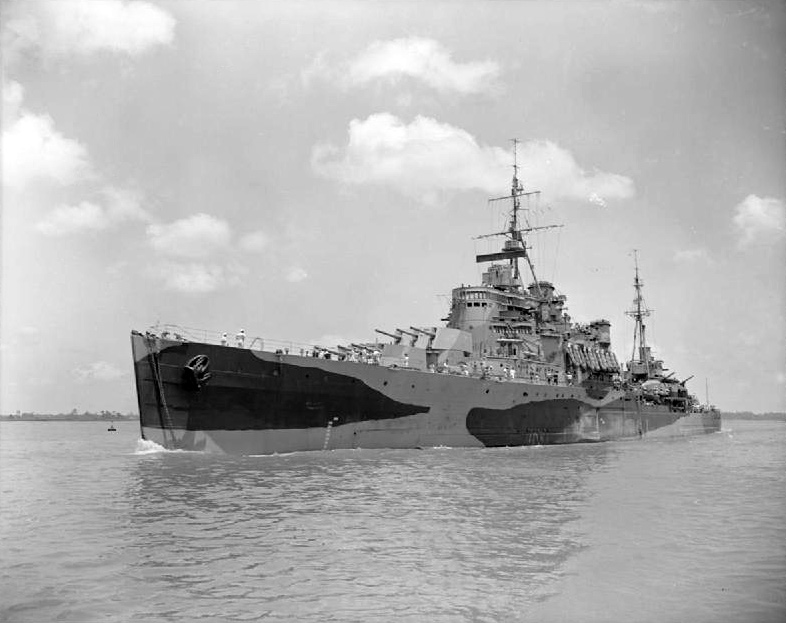
Während die Nigeria und die …

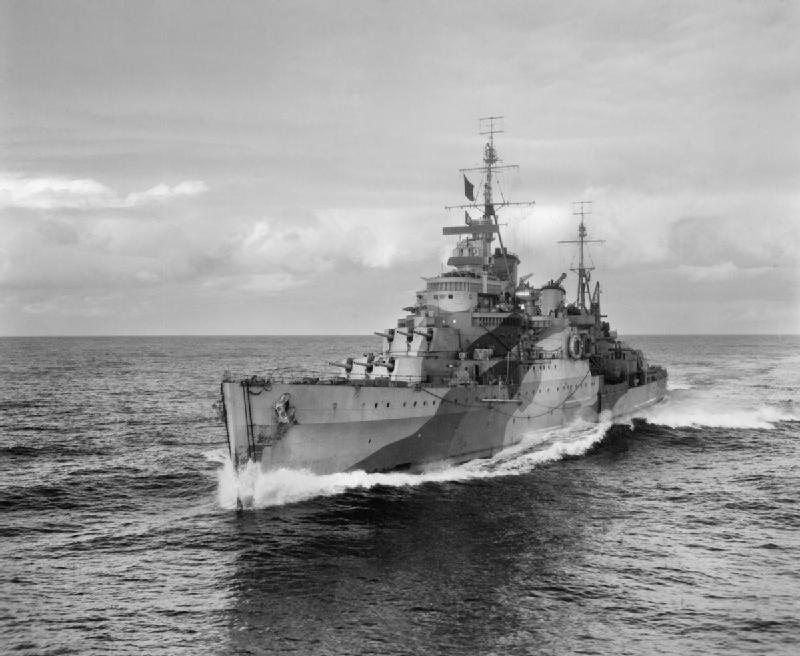
Liverpool zur Deckungsgruppe des Geleitzuges gehörten …

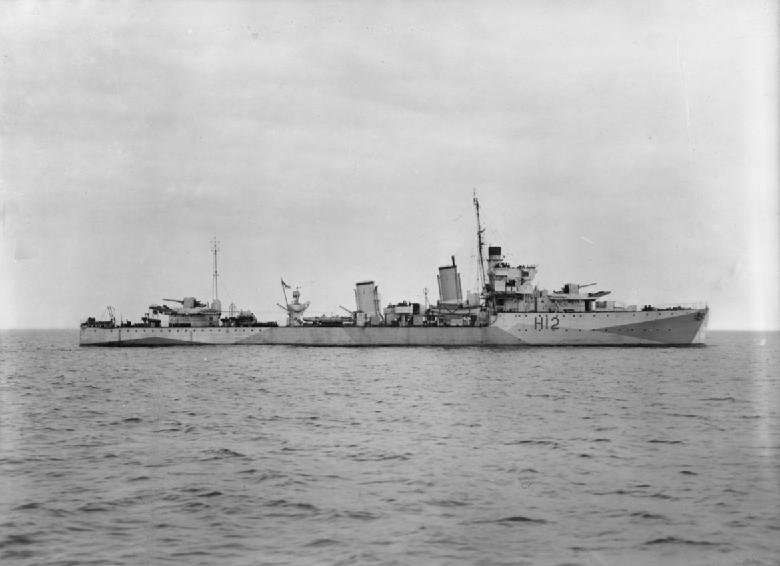
… übernahm die Achates die Nahsicherung

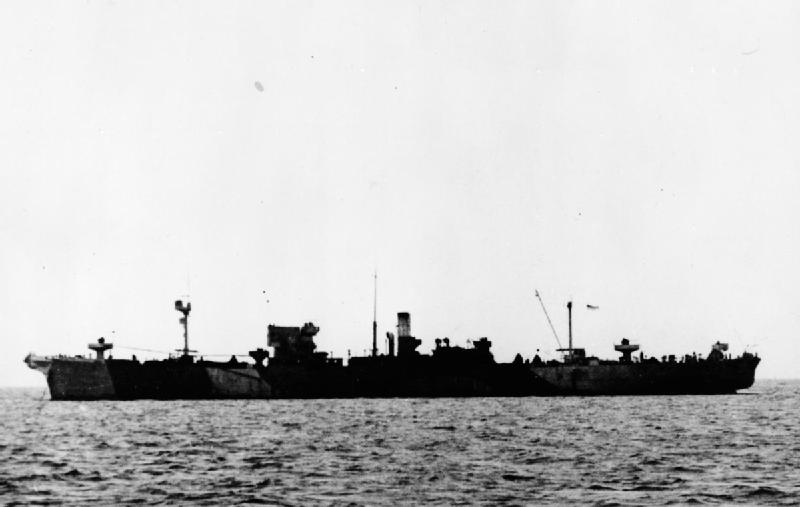
Die Frachter Empire Baffin und …

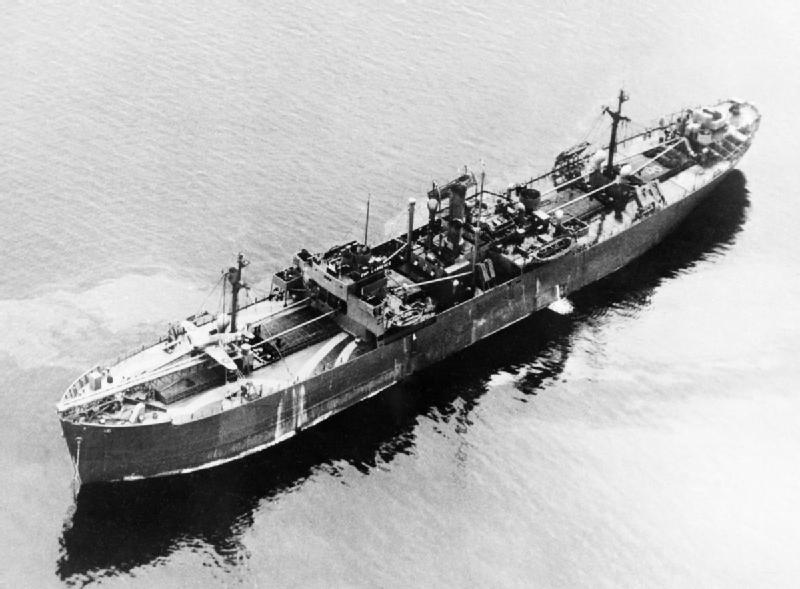
… Empire Lawrence

Der Geleitzug PQ 16 setzte sich aus 36 Frachtschiffen zusammen. Am 21. Mai 1942 verließen sie das isländische Reykjavík (Lage) in Richtung Murmansk (Lage). Kommodore des Konvois war Captain N. H. Gale, der sich auf der Ocean Voice eingeschifft hatte. Bis zum 24. Mai übernahm die Western Local Escort mit dem britischen Minensucher Hazard und den UJ-Trawlern St. Elstan, Lady Madelaine, Northern Spray und (nur bis 23. Mai) Retriever (französisch) den Nahschutz des Konvois. Danach übernahm die Ocean Escort mit den Zerstörern Ashanti, Martin, Achates, Volunteer, Garland (polnisch) und den Korvetten Honeysuckle, Starwort, Hyderabad (indisch), Roselys (französisch) die Sicherung bis Murmansk. Zur weiteren Nahsicherung fügten sich ab 25. Mai die britischen Kreuzer Nigeria, Kent, Norfolk, Liverpool und die Zerstörer Onslow, Oribi und Marne in den Geleitzug ein. Auch fuhren zwei britische U-Boote, die Seawolf und die Trident mit. Zur Fernsicherung – für den Fall, dass deutsche Großkampfschiffe den Konvoi angreifen würden – kreuzten zwischen Island und Norwegen das Schlachtschiff Duke of York, der Flugzeugträger Victorious, der Kreuzer London und die Zerstörer Blankney, Eclipse, Faulknor, Fury, Icarus, Intrepid, Lamerton, Middleton und Wheatland. Zusätzlich unterstützte die US-amerikanische TF 99 mit dem Schlachtschiff Washington, den Kreuzern Tuscaloosa, Wichita und den Zerstörern Mayrant, Rhind, Rowan, Wainwright die Briten. Des Weiteren stellten sich U-Boote (P.46, P.614, P.37 (britisch), O-10 (niederländisch), Minerve (französisch), S-102, Schtsch-422, K-1 (sowjetisch)) vor Nordnorwegen im Bereich der Anmarschwege deutscher Überwasserstreitkräfte auf.
| Name              | Typ      | Flagge                 | Vermessung in BRT | Verbleib                                                                |
| ----------------- | -------- | ---------------------- | ----------------- | ----------------------------------------------------------------------- |
| Alamar            | Frachter | Vereinigte Staaten     | 5689              | am 27. Mai durch KG 30 schwer beschädigt; selbstversenkt                |
| Alcoa Banner      | Frachter | Vereinigte Staaten     | 5035              |                                                                         |
| American Press    | Frachter | Vereinigte Staaten     | 5131              |                                                                         |
| American Robin    | Frachter | Vereinigte Staaten     | 5172              |                                                                         |
| Arkos             | Frachter | Sowjetunion            | 2343              |                                                                         |
| Atlantic          | Frachter | Vereinigtes Königreich | 5414              |                                                                         |
| Black Ranger      | Frachter | Vereinigtes Königreich | 3417              |                                                                         |
| Carlton           | Frachter | Vereinigte Staaten     | 5127              | am 25. Mai durch Bombennahtreffer beschädigt; kehrte nach Island zurück |
| Tschernyschewski  | Frachter | Sowjetunion            | 3588              |                                                                         |
| City of Joliet    | Frachter | Vereinigte Staaten     | 6167              | am 27. Mai durch KG 30 beschädigt; am 28. Mai selbstversenkt            |
| City of Omaha     | Frachter | Vereinigte Staaten     | 6124              |                                                                         |
| Empire Baffin     | Frachter | Vereinigtes Königreich | 6978              |                                                                         |
| Empire Elgar      | Frachter | Vereinigtes Königreich | 2847              |                                                                         |
| Empire Lawrence   | Frachter | Vereinigtes Königreich | 7457              | am 27. Mai durch KG 30 versenkt                                         |
| Empire Purcell    | Frachter | Vereinigtes Königreich | 7049              | am 27. Mai durch KG 30 versenkt (Lage)                                  |
| Empire Selwyn     | Frachter | Vereinigtes Königreich | 7167              |                                                                         |
| Exterminater      | Frachter | Panama                 | 6115              |                                                                         |
| Heffron           | Frachter | Vereinigte Staaten     | 7611              |                                                                         |
| Hybert            | Frachter | Vereinigte Staaten     | 6120              |                                                                         |
| John Randolph     | Frachter | Vereinigte Staaten     | 7191              |                                                                         |
| Lowther Castel    | Frachter |                        |                   | am 27. Mai durch I./KG 26 versenkt                                      |
| Massmar           | Frachter | Vereinigte Staaten     | 5828              |                                                                         |
| Mauna Kea         | Frachter | Vereinigte Staaten     | 6064              |                                                                         |
| Michigan          | Frachter | Panama                 | 6419              |                                                                         |
| Minotaur          | Frachter | Vereinigte Staaten     | 4554              |                                                                         |
| Mormacsul         | Frachter | Vereinigte Staaten     | 5481              | am 27. Mai durch KG 30 versenkt                                         |
| Nemaha            | Frachter | Vereinigte Staaten     | 6501              |                                                                         |
| Ocean Voice       | Frachter | Vereinigtes Königreich | 7174              |                                                                         |
| Pieter de Hoogh   | Frachter | Niederlande            | 7168              |                                                                         |
| Rewoljuzioner     | Frachter | Sowjetunion            | 2900              |                                                                         |
| Richard Henry Lee | Frachter | Vereinigte Staaten     | 7191              |                                                                         |
| Schtschors        | Frachter | Sowjetunion            | 3770              |                                                                         |
| Stari Bolschewik  | Frachter | Sowjetunion            | 3974              |                                                                         |
| Steel Worker      | Frachter | Vereinigte Staaten     | 5685              |                                                                         |
| Syros             | Frachter | Vereinigte Staaten     | 6191              | am 26. Mai durch U 703 versenkt (Lage)                                  |
| West Nilus        | Frachter | Vereinigte Staaten     | 5495              |                                                                         |

## Verlauf

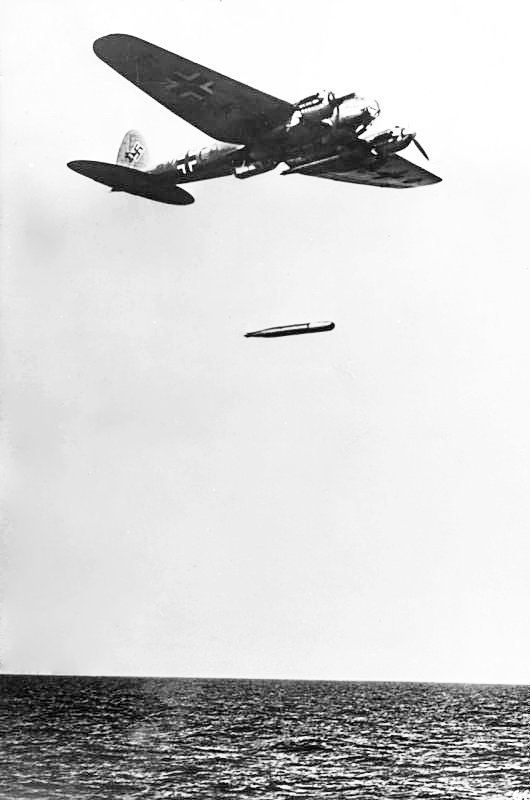
Eine Heinkel He 111 H6 mit Lufttorpedo

Nachdem der Geleitzug eine bekannte U-Boot-Aufstellung umfahren hatte, sichtete am 25. Mai die deutsche Luftaufklärung den Konvoi. Noch am gleichen Tag erfolgte ein Angriff der III. Gruppe des Kampfgeschwaders 26 (III./KG 26) mit 19 Heinkel He 111 mit Lufttorpedos. Dabei schoss die Hurricane des Katapultschiffes Empire Lawrence eine He 111 ab. Weitere sechs Junkers Ju 88 der III./KG 30 griffen vom norwegischen Bardufoss (Lage) aus, an. Durch Bombentreffer wurde der Frachter Carlton beschädigt und kehrte nach Island zurück. Zwei Ju 88 stürzten durch Flaktreffer ab. In der Nacht zum 26. Mai versenkte U 703 den Frachter Syros. Am 27. Mai griffen südostwärts der Bäreninsel sieben He 111 der I./KG 26 und elf Ju 88 des KG 30 an und versenkten mit Lufttorpedo die Lowther Castle und mit Bomben die Mormacsul, die Empire Lawrence und die Empire Purcell. Weiterhin musste die Alamar nach schweren Bombenschäden selbstversenkt werden. Weitere Frachter wurden beschädigt, so die City of Joliet, die am 28. Mai selbstversenkt werden musste. Weitere Angriffe am 29. Mai durch U-Boote und Flugzeuge blieben erfolglos. Am 30. Mai trennten sich sechs Frachter und ein Teil der Sicherungsschiffe mit dem Ziel Archangelsk vom Hauptgeleit ab. Letzte Angriffe des KG 30 auf beide Teilgeleite blieben erfolglos. Am 31. Mai traf das Teilgeleit für Murmansk und am 1. Juni das für Archangelsk ein. Gesamtverlust des Konvois: 7 Schiffe mit 43.205 BRT und 32.400 t Ladung, darunter 147 Panzer, 77 Flugzeuge und 770 Kraftfahrzeuge.